# Valentine Tessier
Valentine Anne Tessier (París, 5 de agosto de 1892–Vallauris, 11 de agosto de 1981) fue una actriz teatral y cinematográfica francesa.

## Filmografía
Cine
| - 1911 : L'Otage, de Camille de Morlhon - 1912 : Vengeance kabyle, de Camille de Morlhon - 1912 : La Fiancée du Spahi, de Camille de Morlhon - 1912 : La Haine de Fatimeh, de Camille de Morlhon - 1912 : En mission, de Camille de Morlhon - 1912 : La Belle Princesse, de Camille de Morlhon - 1912 : Britannicus, de Camille de Morlhon - 1912 : Le Fils prodigue, de Camille de Morlhon - 1914 : Les Deux Enfants - 1928 : Un chapeau de paille d'Italie, de René Clair - 1933 : Madame Bovary, de Jean Renoir - 1935 : Jérôme Perreau héros des barricades, de Abel Gance - 1936 : Club de femmes, de Jacques Deval - 1936 : Ménilmontant, de René Guissart - 1938 : Abus de confiance, de Henri Decoin - 1939 : La Charrette fantôme, de Julien Duvivier - 1941 : L'Embuscade, de Fernand Rivers - 1942 : Le Lit à colonnes, de Roland Tual | - 1946 : Désarroi, de Robert-Paul Dagan - 1950 : Justice est faite, de André Cayatte - 1951 : Le Due verità, de Antonio Leonviola - 1952 : Nez de cuir, de Yves Allégret - 1952 : Procès au Vatican, de André Haguet - 1952 : La neige était sale, de Luis Saslavsky - 1953 : Des quintuplés au pensionnat, de René Jayet - 1953 : Lucrèce Borgia, de Christian Jaque - 1953 : Les Enfants de l'amour, de Léonide Moguy - 1954 : Maddalena, de Augusto Genina - 1955 : French Cancan, de Jean Renoir - 1956 : Notre-Dame de Paris, de Jean Delannoy - 1957 : Élisa, de Roger Richebé - 1959 : Maigret et l'affaire Saint-Fiacre, de Jean Delannoy - 1972 : Églantine, de Jean-Claude Brialy - 1974 : Tamaño natural, de Luis García Berlanga - 1974 : La Rivale, de Sergio Gobbi |

## Televisión
- 1968 : L'Idiot, de André Barsacq
- 1979 : Grilles closes, de Henri Helman

## Teatro
- 1914 : Los hermanos Karamazov, de Fiódor Dostoyevski, escenografía de Jacques Copeau, Théâtre du Vieux-Colombier
- 1917 : Barberine, de Alfred de Musset, escenografía de Jacques Copeau, Garrick's Theatre Nueva York
- 1917 : Noche de reyes, de William Shakespeare, escenografía de Jacques Copeau, Garrick's Theatre Nueva York
- 1918 : La Nouvelle Idole, de François de Curel, escenografía de Jacques Copeau, Garrick's Theatre Nueva York
- 1918 : La Surprise de l'amour, de Marivaux, escenografía de Jacques Copeau, Garrick's Theatre Nueva York
- 1918 : Los malos pastores, de Octave Mirbeau, escenografía de Jacques Copeau, Garrick's Theatre Nueva York
- 1918 : La Petite Marquise, de Henri Meilhac y Daniel Halevy, escenografía de Jacques Copeau, Garrick's Theatre Nueva York
- 1918 : La Paix chez soi, de Georges Courteline, escenografía de Jacques Copeau, Garrick's Theatre Nueva York
- 1918 : L'Amour médecin, de Molière, escenografía de Jacques Copeau, Garrick's Theatre Nueva York
- 1918 : Los hermanos Karamazov, de Fiódor Dostoyevski, escenografía de Jacques Copeau, Garrick's Theatre Nueva York
- 1918 : Le Mariage de Figaro, de Pierre-Augustin Caron de Beaumarchais, escenografía de Jacques Copeau, Garrick's Theatre Nueva York
- 1918 : Georgette Lemeunier, de Maurice Donnay, escenografía de Jacques Copeau, Garrick's Theatre Nueva York
- 1918 : Crainquebille, de Anatole France, escenografía de Jacques Copeau, Garrick's Theatre Nueva York
- 1918 : Gringoire, de Théodore de Banville, escenografía de Jacques Copeau, Garrick's Theatre Nueva York
- 1918 : El médico a palos, de Molière, escenografía de Jacques Copeau, Garrick's Theatre Nueva York
- 1920 : Le Carrosse du Saint Sacrement, de Prosper Mérimée, escenografía de Louis Jouvet, Théâtre du Vieux-Colombier
- 1920 : Cromedeyre-le-Vieil, de Jules Romains, escenografía de Jacques Copeau, Théâtre du Vieux-Colombier
- 1922 : L'Amour livre d'or, de Alekséi Nikoláyevich Tolstói, escenografía de Nathalie Boutkovsky, Théâtre du Vieux-Colombier
- 1923 : La Locandiera, de Carlo Goldoni, escenografía de Jacques Copeau, Théâtre du Vieux-Colombier
- 1924 : La Scintillante, de Jules Romains, escenografía de Louis Jouvet, Teatro de los Campos Elíseos
- 1924 : Le Pain de ménage, de Jules Renard, escenografía de Louis Jouvet, Teatro de los Campos Elíseos
- 1925 : Madame Béliard, de Charles Vildrac, escenografía de Louis Jouvet, Teatro de los Campos Elíseos
- 1925 : L'Infidèle éperdue, de Jacques Natanson, Teatro de la Michodière
- 1926 : Le Carrosse du Saint Sacrement, de Prosper Mérimée, escenografía de Louis Jouvet, Teatro de los Campos Elíseos
- 1927 : Léopold le bien-aimé, de Jean Sarment, escenografía de Louis Jouvet, Teatro de los Campos Elíseos
- 1928 : Siegfried, de Jean Giraudoux, escenografía de Louis Jouvet, Teatro de los Campos Elíseos
- 1929 : Suzanne, de Steve Passeur, escenografía de Louis Jouvet, Teatro de los Campos Elíseos
- 1929 : Jean de la Lune, de Marcel Achard, escenografía de Louis Jouvet, Teatro de los Campos Elíseos
- 1929 : Amphitryon 38, de Jean Giraudoux, escenografía de Louis Jouvet, Teatro de los Campos Elíseos
- 1930 : Le Prof d'anglais ou le système Puck, de Régis Gignoux, escenografía de Louis Jouvet, Teatro de los Campos Elíseos
- 1931 : L'Eau fraîche, de Pierre Drieu La Rochelle, escenografía de Louis Jouvet, Teatro de los Campos Elíseos
- 1931 : Une taciturne, de Roger Martin du Gard, escenografía de Louis Jouvet, Teatro de los Campos Elíseos
- 1932 : Domino, de Marcel Achard, escenografía de Louis Jouvet, Teatro de los Campos Elíseos
- 1933 : Intermezzo, de Jean Giraudoux, escenografía de Louis Jouvet, Teatro de los Campos Elíseos
- 1934 : Amphitryon 38, de Jean Giraudoux, escenografía de Louis Jouvet, Théâtre de l'Athénée
- 1934 : La Femme en fleur, de Denys Amiel, Teatro Saint-Georges
- 1937 : Le Voyage, de Henry Bataille, escenografía de Henry Bernstein, Théâtre du Gymnase Marie-Bell
- 1938 : Duo, de Paul Géraldy, escenografía de Jean Wall, Teatro Saint-Georges
- 1945 : Judith, de Charles de Peyret-Chappuis, escenografía de Julien Bertheau, Teatro Hébertot
- 1946 : Electra, de Eugene O'Neill, escenografía de Marguerite Jamois, Teatro Montparnasse
- 1948 : Lucienne et le boucher, de Marcel Aymé, escenografía de Georges Douking, Théâtre du Vieux-Colombier
- 1950 : Chéri, de Colette, escenografía de Jean Wall, Teatro de la Madeleine
- 1951 : Lucienne et le boucher, de Marcel Aymé, escenografía de Georges Douking, Teatro de la Porte Saint-Martin
- 1952 : Madame Filoumé, de Eduardo De Filippo, escenografía de Jean Darcante, Teatro de la Renaissance
- 1953 : Il était une gare, de Jacques Deval, escenografía de Jean Darcante, Teatro de la Renaissance
- 1954 : Madame Filoumé, de Eduardo De Filippo, escenografía de Jean Darcante, Teatro des Célestins
- 1954 : La gaviota, de Antón Chéjov, escenografía de André Barsacq, Teatro de l'Atelier
- 1954 : Le Seigneur de San Gor, de Gloria Alcorta, escenografía de Jacques Mauclair y Henri Rollán, Teatro des Arts
- 1955 : La gaviota, de Antón Chéjov, escenografía de André Barsacq, Teatro de l'Atelier
- 1956 : La Profession de Madame Warren, de George Bernard Shaw, escenografía de Jean Wall, Théâtre de l'Athénée
- 1957 : Les Pas perdus, de Pierre Gascar, escenografía de Jacques Mauclair, Teatro Fontaine
- 1959 : Mon père avait raison, de Sacha Guitry, escenografía de André Roussin, Teatro de la Madeleine
- 1961 : Dommage qu'elle soit une putain, de John Ford, escenografía de Luchino Visconti, Teatro de París
- 1961 : La visita de la vieja dama, de Friedrich Dürrenmatt, escenografía de Hubert Gignoux, Centre dramatique de l'Est, Teatro del Ambigu-Comique
- 1966 : El idiota, de Dostoyevski, escenografía de André Barsacq, Teatro de l'Atelier
- 1967 : La visita de la vieja dama, de Friedrich Dürrenmatt, escenografía de Hubert Gignoux, Centre dramatique de l'Est